# BBC America
BBC America is een Amerikaans televisiekanaal dat voor 50,5% in handen is van British Broadcasting Company en voor 49.9% van AMC Networks. De zender zond voor het eerst uit op 29 maart 1998 en is beschikbaar in 90 miljoen huishoudens. Bij de meeste aanbieders maakt de zender onderdeel uit van een pluspakket.
Het kanaal is alleen te ontvangen in de Verenigde Staten, Bermuda, de Bahama's en Guam. Binnen het Koninkrijk der Nederlanden kan men in Curaçao, Bonaire en Sint-Maarten de zender ook op de kabel vinden. De programmering bestaat uit de grote BBC Natural History Unit producties, zoals Seven Worlds, One Planet en Britse series zoals Doctor Who, Star Trek , The Graham Norton Show en Killing Eve. Bij urgent nieuws in het Verenigd Koninkrijk wordt BBC World News doorgeprikt.